# Nephrotoma euceroides
Nephrotoma euceroides är en tvåvingeart som beskrevs av Alexander 1919. Nephrotoma euceroides ingår i släktet Nephrotoma och familjen storharkrankar. Inga underarter finns listade i Catalogue of Life.